# NO (gruppo musicale)
I NO sono stati un gruppo musicale post-punk australiano, attivo durante i tardi anni ottanta.
La band era solita unire la musica elettronica con il punk rock nichilistico, in maniera simile ai Suicide newyorchesi. Il gruppo includeva Ollie Olsen, Marie Hoy, Michael Sheridan e altri.

## Formazione
- Ollie Olsen – voce, tastiera, campionatore (1987-1989)
- Marie Hoy – tastiera, campionatore, cori (1987-1989)
- Michael Sheridan – chitarra, campionatore, cori (1987-1989)
- Kevin McMahon – basso, campionatore (1989)

## Discografia

### Album in studio
- 1987 – Glory for the Shit for Brains
- 1989 – Once We Were Scum, Now We Are God

### EP
- 1988 – No